# 2016 UEFA 유로파리그 결승전
2016 UEFA 유로파리그 결승전은 UEFA 유로파리그의 45번째 결승전이자 현재의 대회명으로 개명한 이후로는 7번째 결승 경기이다. 경기는 2016년 5월 18일 스위스 바젤에 위치한 장크트 야코프 파르크에서 열렸다.
이 경기의 승리 팀은 2016년 UEFA 슈퍼컵에서 2015-16년 UEFA 챔피언스리그 우승 팀과 경기를 펼치며 2016-17년 UEFA 챔피언스리그 조별 예선에 진출하게 된다. 결승전은 디펜딩 챔피언인 세비야의 3-1 승리로 끝났다. 이 승리로 세비야는 유로파리그 최초로 3년 연속 우승을 차지하게 되었다.

## 개최지 선정
유럽 축구 연맹(UEFA)은 2014년 9월 18일에 스위스 니옹에서 열린 집행위원회 회의에서 2016 UEFA 유로파리그 결승전 개최지를 스위스 바젤에 위치한 장크트 야코프 파르크로 선정했다. 장크트 야코프 파르크는 FC 바젤의 홈 구장으로서 오스트리아와 스위스가 공동 개최한 UEFA 유로 2008 조별 예선 3경기(개막전 포함), 준결승전 1경기가 개최된 경기장이기도 하다.

## 결승전까지의 전적
| 팀                  | 경기 | 승 | 무 | 패 | 득 | 실 | 차 | 승점 |
| ------------------- | ---- | -- | -- | -- | -- | -- | -- | ---- |
| 리버풀 FC           | 6    | 2  | 4  | 0  | 6  | 4  | +2 | 10   |
| FC 시옹             | 6    | 2  | 3  | 1  | 5  | 5  | 0  | 9    |
| FC 루빈 카잔        | 6    | 1  | 3  | 2  | 6  | 6  | 0  | 6    |
| FC 지롱댕 드 보르도 | 6    | 0  | 4  | 2  | 5  | 7  | −2 | 4    |

| 팀                      | 경기 | 승 | 무 | 패 | 득 | 실 | 차 | 승점 |
| ----------------------- | ---- | -- | -- | -- | -- | -- | -- | ---- |
| 맨체스터 시티           | 6    | 4  | 0  | 2  | 12 | 8  | +4 | 12   |
| 유벤투스                | 6    | 3  | 2  | 1  | 6  | 3  | +3 | 11   |
| 세비야                  | 6    | 2  | 0  | 4  | 8  | 11 | −3 | 6    |
| 보루시아 묀헨글라드바흐 | 6    | 1  | 2  | 3  | 8  | 12 | −4 | 5    |

## 경기
| 리버풀       | 1 – 3  | 세비야                       |
| ------------ | ------ | ---------------------------- |
| 스터리지 34′ | 리포트 | 가메이로 46′ · 코케 63′, 70′ |

| 리버풀 | 세비야 |

| GK          | 22 | 시몽 미뇰레       |       |     |
| RB          | 2  | 나다니엘 클라인   | 90+4′ |     |
| CB          | 6  | 데얀 로브렌       | 30′   |     |
| CB          | 4  | 콜로 투레         |       | 82′ |
| LB          | 18 | 알베르토 모레노   |       |     |
| CM          | 7  | 제임스 밀너 (c)   |       |     |
| CM          | 23 | 엠레 찬           |       |     |
| RW          | 20 | 애덤 랄라나       |       | 73′ |
| AM          | 11 | 호베르투 피르미누 |       | 69′ |
| LW          | 10 | 필리피 코치뉴     |       |     |
| CF          | 15 | 대니얼 스터리지   |       |     |
| 교체 선수:  |    |                   |       |     |
| GK          | 52 | 대니 워드         |       |     |
| DF          | 37 | 마르틴 슈크르텔   |       |     |
| MF          | 14 | 조던 헨더슨       |       |     |
| MF          | 21 | 루카스 레이바     |       |     |
| MF          | 24 | 조 앨런           |       | 73′ |
| FW          | 9  | 크리스티안 벤테케 |       | 82′ |
| FW          | 27 | 디보크 오리기     | 72′   | 69′ |
| 감독:       |    |                   |       |     |
| 위르겐 클롭 |    |                   |       |     |

| GK            | 31 | 다비드 소리아           |     |       |
| RB            | 25 | 마리아누                | 84′ |       |
| CB            | 3  | 아딜 라미               | 77′ | 78′   |
| CB            | 6  | 다니엘 카히수           |     |       |
| LB            | 18 | 세르히오 에스쿠데로     |     |       |
| CM            | 4  | 그제고시 크리호비아크   |     |       |
| CM            | 15 | 스티븐 은존지           |     |       |
| RW            | 23 | 코케 (c)                |     |       |
| AM            | 19 | 에베르 바네가           | 57′ | 90+3′ |
| LW            | 20 | 비톨로                  | 56′ |       |
| CF            | 9  | 케뱅 가메이로           |     | 89′   |
| 교체 선수:    |    |                         |     |       |
| GK            | 1  | 세르히오 리코           |     |       |
| DF            | 5  | 티모시 콜로지에자크     |     | 78′   |
| DF            | 21 | 니콜라스 파레하         |     |       |
| MF            | 8  | 비센테 이보라           |     | 89′   |
| MF            | 14 | 세바스티안 크리스토포로 |     | 90+3′ |
| MF            | 22 | 예우헨 코노플랸카       |     |       |
| FW            | 24 | 페르난도 요렌테         |     |       |
| 감독:         |    |                         |     |       |
| 우나이 에메리 |    |                         |     |       |

| 최우수 선수: 코케 (세비야) 부심: 마티아스 클라세니우스 (스웨덴) 다니엘 베른마르크 (스웨덴) 제4심: 스베인 오드바르 모엔 (노르웨이) 보조 심판: 스테판 요한네손 (스웨덴) 마르쿠스 스트룀베리손 (스웨덴) 대기 보조 심판: 메흐메트 줄룸 (스웨덴) | 경기 규칙 - 전후반 90분 동안 경기를 진행한다. - 전후반 90분 상황에서 동점이면 연장전 30분을 진행한다. - 연장전에서도 동점이면 승부차기를 진행한다. - 교체 선수 명단은 7명까지 올릴 수 있으며 한 팀당 최대 3명까지 교체할 수 있다. |

## 같이 보기
- 2015-16년 UEFA 유로파리그
- 2016 UEFA 챔피언스리그 결승전
- 2016년 UEFA 슈퍼컵